# Eugenio Onegin
Evgenij Onegin (in russo Евгений Онегин?, Evgenij Onegin, AFI: jɪvˈɡʲenʲɪj ɐˈnʲeɡʲɪn) è un romanzo in versi di Aleksandr Puškin, composto dal 1822 al 1831 e pubblicato completo per la prima volta nel 1833.

## Trama
Eugenio Onegin è il nome del personaggio principale della storia: è un giovane dandy ozioso, già disilluso dalla vita e che sembra aver già provato tutto quello che gli era possibile, provando una certa noia esistenziale, si ritira in campagna e diventa amico di un giovane poeta, Vladimir Lenskij. Questi è innamorato di Ol'ga, con cui si è appena fidanzato. La sorella di Ol'ga, Tatiana, si innamora a prima vista di Onegin. Ardendo di questo amore, ella gli scrive una lettera infiammata, ma Onegin la respinge.
Qualche tempo dopo, Lenskij insiste perché il suo amico assista al ballo in occasione dell'onomastico di Tatiana. Onegin, scontento e annoiato, decide di vendicarsi provando a sedurre Ol'ga che sta al gioco, con grande dispiacere di Lenskij che, sentendosi tradito, chiede riparazione con un duello. Il duello con le pistole si svolge il giorno dopo all'alba. Il destino vuole che Onegin uccida il suo amico, trovandosi così costretto a lasciare la città.
Alcuni anni dopo, Onegin incontra per caso un suo cugino principe e generale, che lo invita a un ricevimento. Là ritrova Tatiana, che nel frattempo ha sposato il principe Gremin. Lei è cambiata ma la sua bellezza provoca il rimpianto. 

## Struttura
Eugenio Onegin è un romanzo in versi, costituito da otto capitoli, più i "Frammenti dal viaggio di Onegin" che Puškin pubblica a parte con una nota esplicativa, più dei frammenti di un decimo capitolo decifrati solo nel 1910. Il romanzo è composto da 389 stanze, ciascuna delle quali è costituita da quattordici tetrametri giambici, ossia versi di otto sillabe quando terminano in parola tronca (o "rima maschile") o di nove sillabe quando terminano in parola piana (o "rima femminile"), con l'inusuale schema di rima "AbAbCCddEffEgg" dove le lettere maiuscole rappresentano le rime femminili e le lettere minuscole le rime maschili. Le sole eccezioni a questo schema si hanno alla fine del terzo capitolo, nel cosiddetto «canto delle fanciulle», dove le stanze sono costituite da diciotto versi trocaici di sei sillabe.

## Critica
Eugenio Onegin venne apprezzato solo verso la metà del XIX secolo, molti anni dopo la morte dell'autore e ha costituito il modello del grande romanzo realistico russo, quale per esempio Anna Karenina. In questo poema sono rintracciabili i sentimenti, gli stati d'animo, i pensieri e gli atteggiamenti di Puškin di fronte agli eventi della vita. La sua composizione durò quasi otto anni ed il critico Belinskij scrisse che questa è l'opera più intima del poeta essendo qui presenti il suo amore, i suoi sentimenti e i suoi ideali; e definì l'Onegin «una enciclopedia della vita russa», e il protagonista il primo degli «uomini superflui» (come verrà definito in seguito da Dobroljubov).
Il critico formalista russo Viktor Šklovskij evidenzia come la struttura del romanzo di Puškin sia un esempio di costruzione "ad anello" o "a nodo":
(Viktor Šklovskij, «La struttura della novella e del romanzo». In: Teoria della prosa; traduzione di Cesare De Michelis e Renzo Oliva, Torino: Einaudi, 1976, p. 74)

## Traduzioni italiane

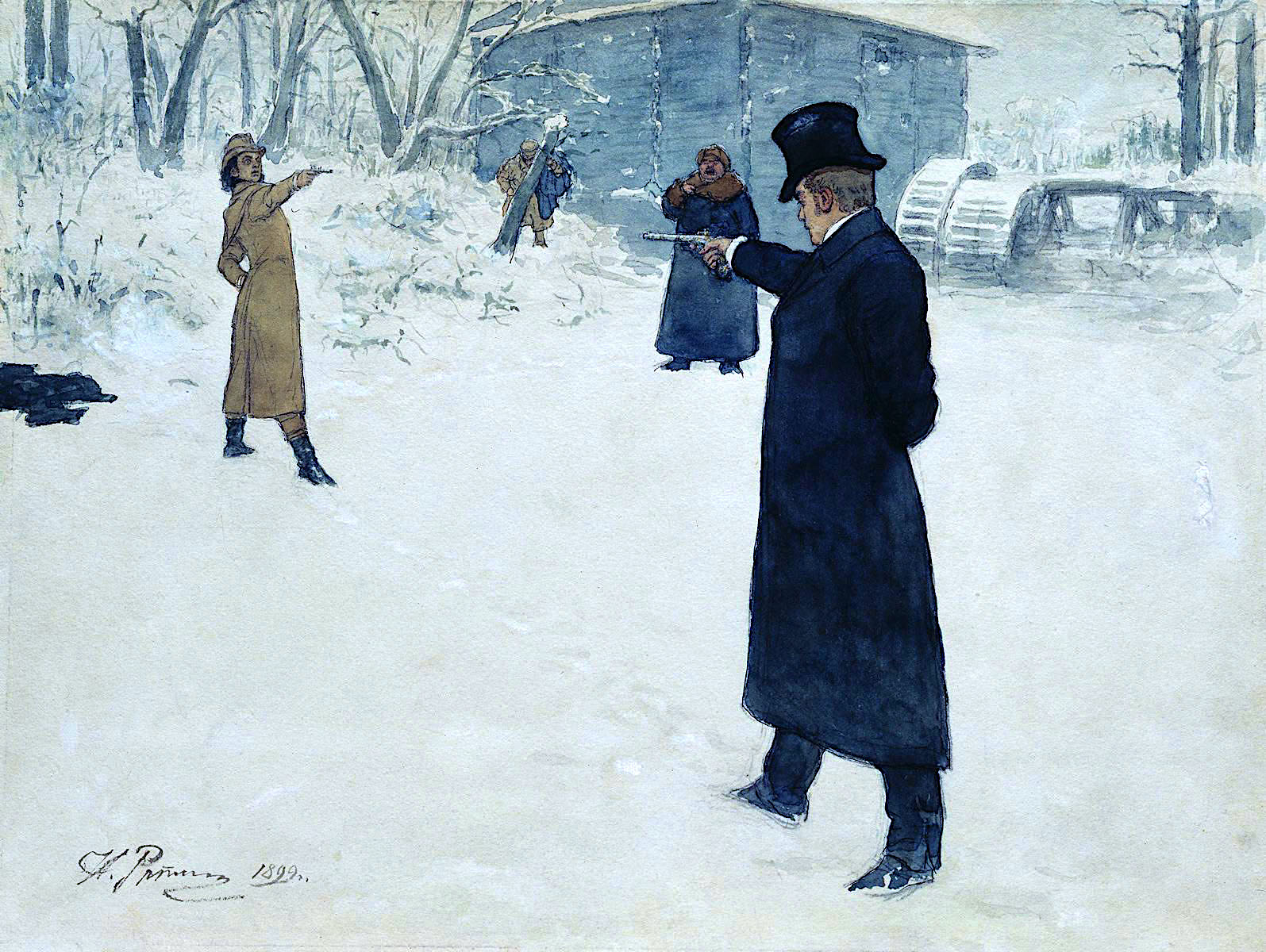
Il'ja Efimovič Repin, Il duello tra Onegin e Lenskij.

- Alessandro Puskin, Eugenio Anieghin: Romanzo in versi; prima versione metrica italiana di Giuseppe Cassone, Noto: Tip. Zammit, 1906
- Alessandro Puškin, Eugenio Onjeghin; traduzione, introduzione e note di Ettore Lo Gatto, Sansoni, Firenze 1923.
Traduzione in versi (endecasillabi) di Ettore Lo Gatto. Altre edizioni con la stessa traduzione di E. Lo Gatto: Bompiani, Milano 1937; Einaudi, Torino, 1950; Mursia, Milano, 1959; Quodlibet, Macerata, 2008
- Alessandro Puskin, Eugenio Onieghin; traduzione di Eridano Bazzarelli, Collezione Biblioteca Universale Rizzoli 1567-1570, Milano: Rizzoli, 1960.
Traduzione in prosa
- Aleksandr Sergeevič Puškin, Evgenij Onegin; traduzione di Giovanni Giudici; introduzione, note e collaborazione alla revisione di Giovanna Spendel, Milano: Garzanti, 1975.
Traduzione in versi di Giovanni Giudici il quale nella "Nota del traduttore" (a pag. XXIII) dichiara di aver «cercato di rendere la tetrapodìa giambica russa (otto sillabe nei versi terminanti in parola tronca o «rima maschile» e nove in quelli terminanti in parola piana o «rima femminile») con un verso italiano orientato sulle nove sillabe, che non è necessariamente un novenario e che svaria occasionalmente sulla misura di otto o dieci e in qualche caso anche di sette sillabe. [...] La serie rimica della strofa (ababeeddeffegg) è quella dell'originale»
- Aleksandr Sergeevič Puškin, Evgenij Onegin: romanzo in versi; a cura di Pia Pera, Collezione Le betulle, Venezia: Marsilio, 1996, ISBN 88-317-6168-4.
Traduzione italiana in versi liberi, con testo russo a fronte, di Pia Pera.
- Aleksandr Puškin, Eugenio Onegin, collana "Apeliote 4", La Torre dei Venti, 2022, ISBN 9791280053299, traduzione in rima di Mario Ferrari
- Aleksandr Puškin, Eugenio Onegin, collana "Carmina 3", Solfanelli, 2024, ISBN 9788833055619
- Aleksandr Puškin, Eugenio Onieghin nei versi italiani di Giovanni Giudici, Milano, Scalpendi, 2021. ISBN 9791259550309.

## Adattamenti
- Eugenio Onegin, opera lirica in tre atti di Pëtr Il'ič Čajkovskij, su libretto dello stesso compositore con l'aiuto del fratello Modest e di Konstantin Stepanovič Šilovskij, rappresentata per la prima volta a Mosca il 17 (29) marzo 1879[2].
- Insieme al racconto Il colpo di pistola de Le novelle del compianto Ivan Petrovič Belkin, è tra le fonti del film Un colpo di pistola (1942) di Renato Castellani.
- Onegin, Balletto, di John Cranko (13 aprile 1965), orchestrazione di Kurt-Heinz Stolze.
- Onegin, film del 1999 diretto da Martha Fiennes, con Ralph Fiennes e Liv Tyler[7].